# Itslearning
Itslearning (av företaget skrivet itslearning) är ett globalt företag inom utveckling, distribution och support för läroplattformar och utbildningsprogram. Itslearning grundades 1999 och koncernens huvudkontor ligger i Bergen i Norge. Det svenska huvudkontoret är beläget i Malmö. Företaget utvecklar produkten itslearning, en webbaserad lärplattform som används av användare runt om i världen. Itslearning används på alla utbildningsnivåer, från förskola till universitet.

## Historik
År 1998 startades projektet av en grupp studenter vid Högskolan i Bergen. Året därpå fick projektet stöd av skolan för att skapa den första versionen av itslearning. Målet med projektet var att skapa en webbaserad läroplattform där lärare och elever enkelt kunde dela dokument.
2019 förvärvades Itslearning av Sanoma Abp, ett europeiskt utbildnings- och medieföretag med huvudkontor i Helsingfors, Finland. Itslearning fungerar dock som ett fristående företag inom koncernen.

## Verksamhet
Itslearning ägs sedan 2019 av utbildnings- och medieföretaget Sanoma Abp, och fungerar som ett fristående företag inom koncernen.
Kirsi Harra-Vauhkonen är VD för internationella Itslearning och för koncernen Sanoma Learning Nordics, Harra-Vauhkonen är ansvarig för affärsverksamheten inom Sanoma Pro i Finland, Sanoma Utbildning i Sverige och itslearning i Norge. Harra-Vauhkonen är även styrelseordförande för Itslearning AB, Fredrik Hörup är VD sedan 2015.